# Wereldkampioenschap ijshockey mannen 2017
Het 81e IIHF Wereldkampioenschap ijshockey voor mannenteams in de Top divisie (A-landen) vond plaats van 5 tot en met 21 mei 2017 in Keulen (Duitsland) en Parijs (Frankrijk). Italië en Slovenië zijn gepromoveerd vanuit de eerste divisie.

## Formule
De wedstrijden worden gespeeld in twee groepen: groep A speelt in Keulen en groep B in Parijs. Beide groepen bevatten acht teams. De vier beste teams van elke groep stoten door naar de kwartfinales waarvoor de groepen worden gemengd. In beide groepen degradeert de als laatste geklasseerde naar de eerste divisie.

## Deelnemende landen
| - Groep A (Keulen) - Denemarken - Duitsland - Italië - Letland - Rusland - Slowakije - Verenigde Staten - Zweden | - Groep B (Parijs) - Canada - Finland - Frankrijk - Noorwegen - Slovenië - Tsjechië - Wit-Rusland - Zwitserland |